# Slimsæk
En slimsæk (latin: bursa synovialis) er en væskefyldt blære, der nedsætter friktionen mellem anatomiske strukturer. Indeholder slimet væske, deraf navnet.
| Anatomi | Spire Denne artikel om anatomi er en spire som bør udbygges. Du er velkommen til at hjælpe Wikipedia ved at udvide den. |